# Cayesh
Cayesh es una montaña glaciar en la Cordillera Blanca en los Andes del Perú, de aproximadamente 5721 metros sobre el nivel del mar, se encuentra en las provincias de Huaraz y Huari en Áncash. Cayesh se encuentra dentro de la Quebrada de Quilcayhuanca en la cabecera del valle interandino al noreste de Andavite y del pueblo de Pitec en la provincia de Huaraz.

## Geografía

### Ubicación
La montaña Cayesh se encuentra ubicado geográficamente en 9 ° 26 '21' 'S, 77 ° 17' 59 '' W, -9.439029, -77.299848 (Dec Deg), 247462 E, 8955778 N, Zona 18 (UTM)) en el distrito de Independencia.

## Acceso
Desde la ciudad de Huaraz se viaja por una trocha carrozable hasta llegar a la portada de Quilcayhuanca, recorriendo 12 km, pasando por los caseríos de Unchus y Llupa durante 1,50 horas. Luego se continúa por camino de herradura a lo largo de 15 km en la quebrada Quilcayhuanca en un tiempo aproximado de 3,5 horas, llegando a la bifurcación (campamento temporal); desde donde se va hacia la margen derecha hasta la laguna Tullparaju recorriendo 0,5 km en 0,5 horas.

## Ascensos históricos
En julio del 2015, los chilenos Jimmy Mora y Francisco Rojas abrieron una nueva ruta en la cara oeste.

## Recomendaciones
- Tener en cuenta que cuando se escala una montaña glaciar se deben llevar anteojos para nieve.
- Llevar zapatos especiales para escalar.
- Priorizar el abrigo.
- Conocer la ruta de acceso.